# Katonás hőscincér
A katonás hőscincér (Cerambyx miles) a cincérfélék családjába tartozó, a mediterrán térségben honos, lombos fákon élő bogárfaj. 

## Megjelenése
A katonás hőscincér testhossza 26-46 mm. Testalkata feltűnően nagy, csápjai és lábai vaskosak, erőteljesek. A hím csápjainak hossza jelentősen meghaladja a testhosszát, a nőstényé kb. a szárnyfedők feléig érnek. Színe fekete, szárnyfedőinek utolsó harmada fokozatosan világosabb vörösbarnává válik. A szárnyfedőket nagyon finom, porszerű szőrök fedik; pontozása egybefolyó, a középtől lefelé fokozatosan finomodik, sekélyedik; a végén szemecskézett, kevésbé fénylő. Az előtor harántredői laposabbak és a középen elmosódottak, elülső befűződése középen valamivel mélyebb, mint oldalt, oldaldudora a középső dudor előtt kisebb, tompa. Az elülső lábfej erősen kiszélesedett, az első íz sokkal rövidebb, mint amilyen széles a csúcsán. A hím csápjának 3-5. íze kevésbé duzzadt, az első íz ritkásan pontozott. A nőstény potrohának utolsó haslemeze nem benyomott.

### Hasonló fajok
A nagy hőscincérrel könnyű összetéveszteni, csak kisebb részletekben különböznek.

## Elterjedése és életmódja
Eurázsiában honos, az Ibériai-félszigettől Kis-Ázsián keresztül a Kaukázusig. Alapvetően mediterrán faj, Közép-Európában ritka. Magyarországon is ritka, többek között Parád, Keszthely, a Mecsek környékén ismertek állományai.  
A meleg, száraz élőhelyeket, tölgyeseket, erdőssztyeppeket, elhagyott kerteket, gyümölcsösöket kedveli. Lárvája lombos fák (elsősorban tölgy, de gyertyán, dió, szelídgesztenye, kőris, alma, galagonya, stb. is) élő törzsében, eleinte a kéreg alatt, majd a fában fejlődik. Életciklusa 2-3 évig tart, egy fába több generáció is beköltözhet. A szőlő tőkéjében kisebb károkat okozhat. Az imágó június-augusztusban rajzik, más hőscincér-fajoktól eltérően nappal aktív.
Magyarországon védett, természetvédelmi értéke 50 000 Ft.

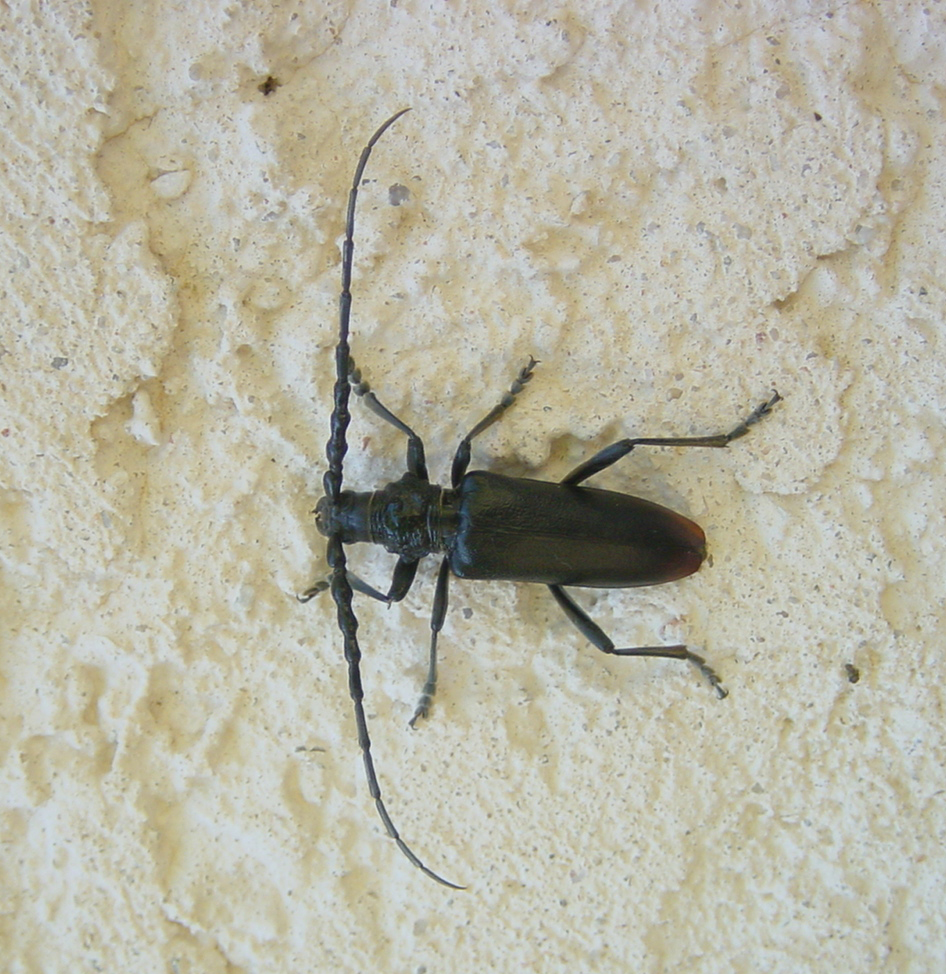
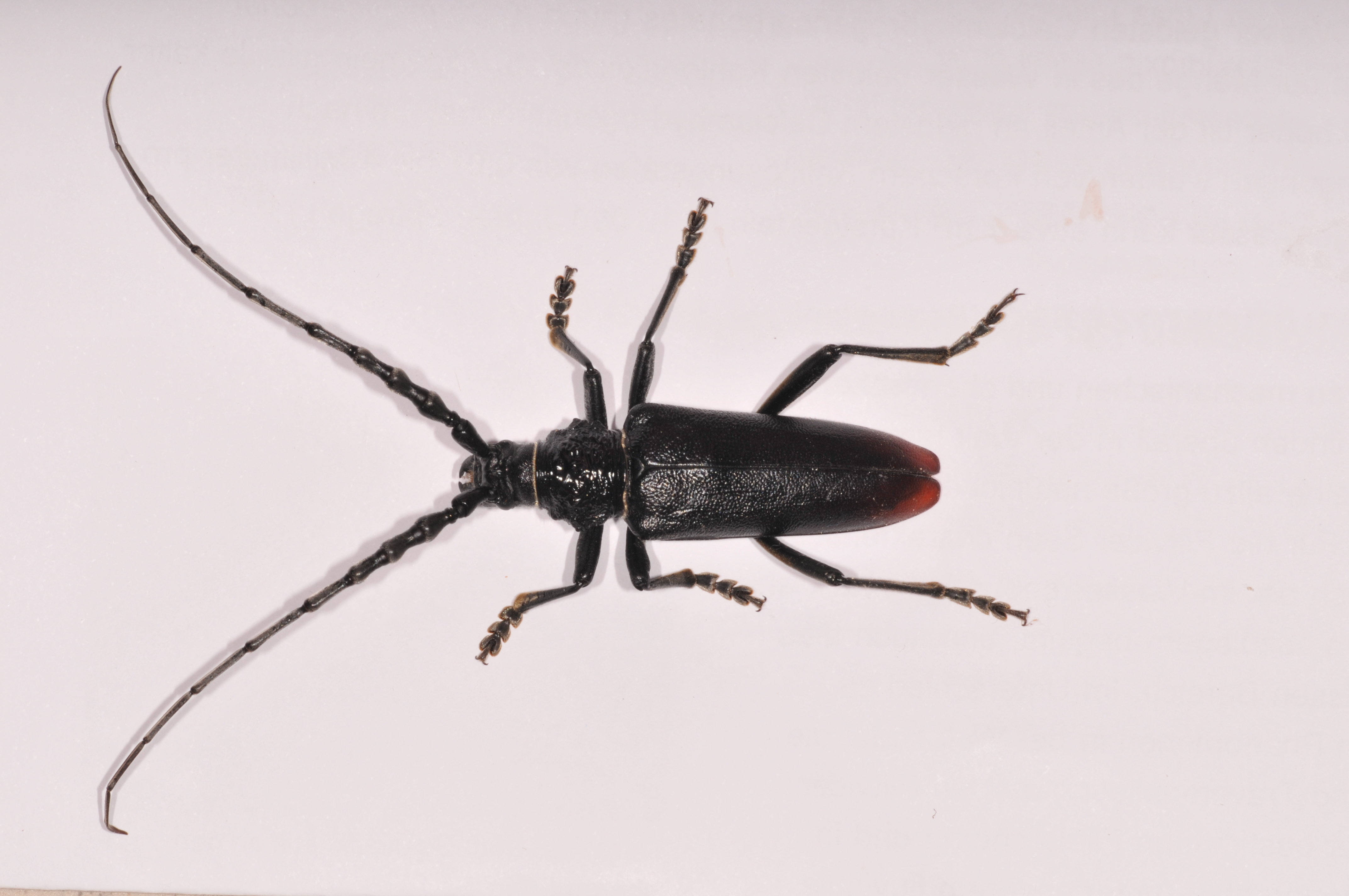
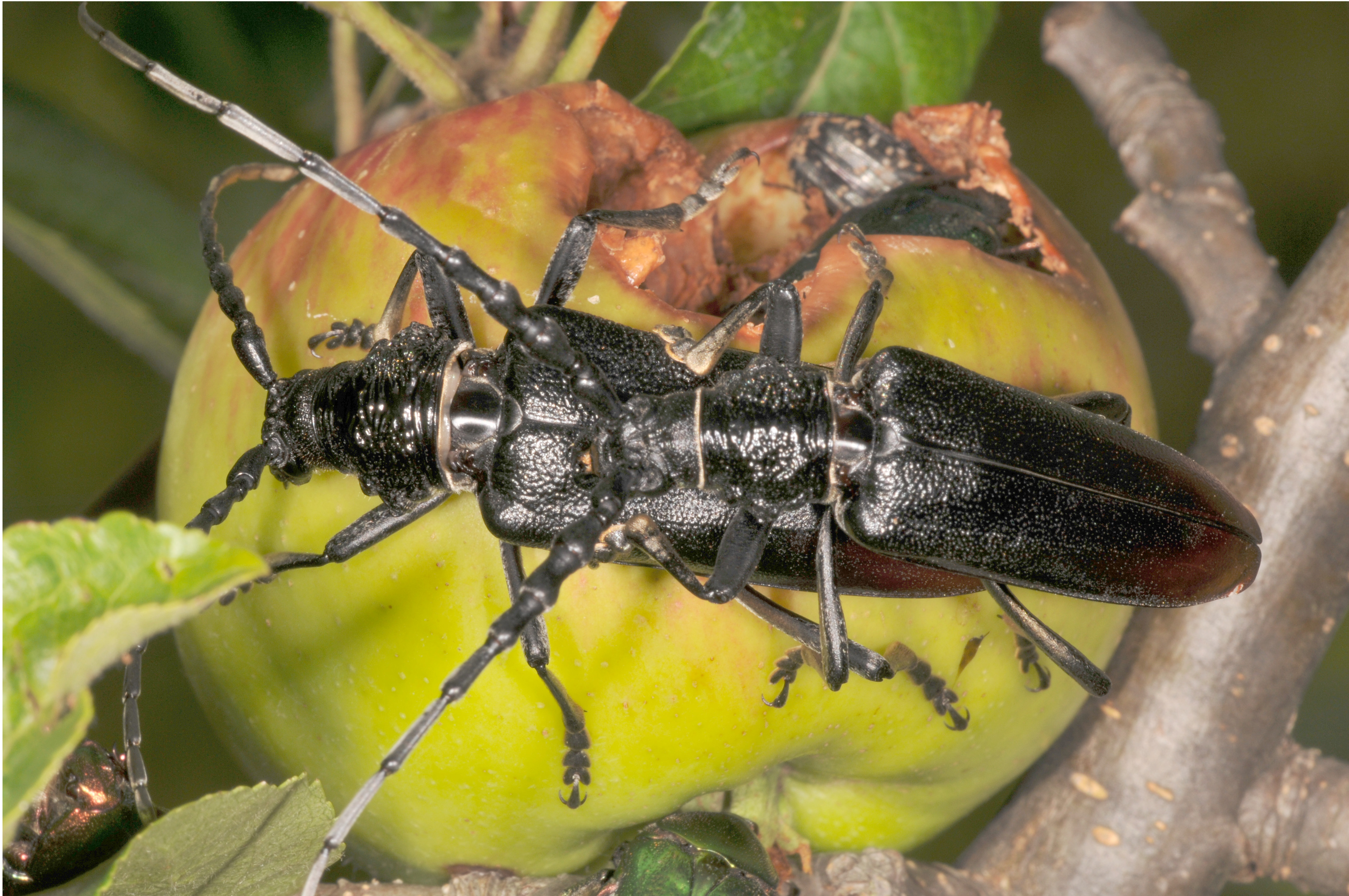
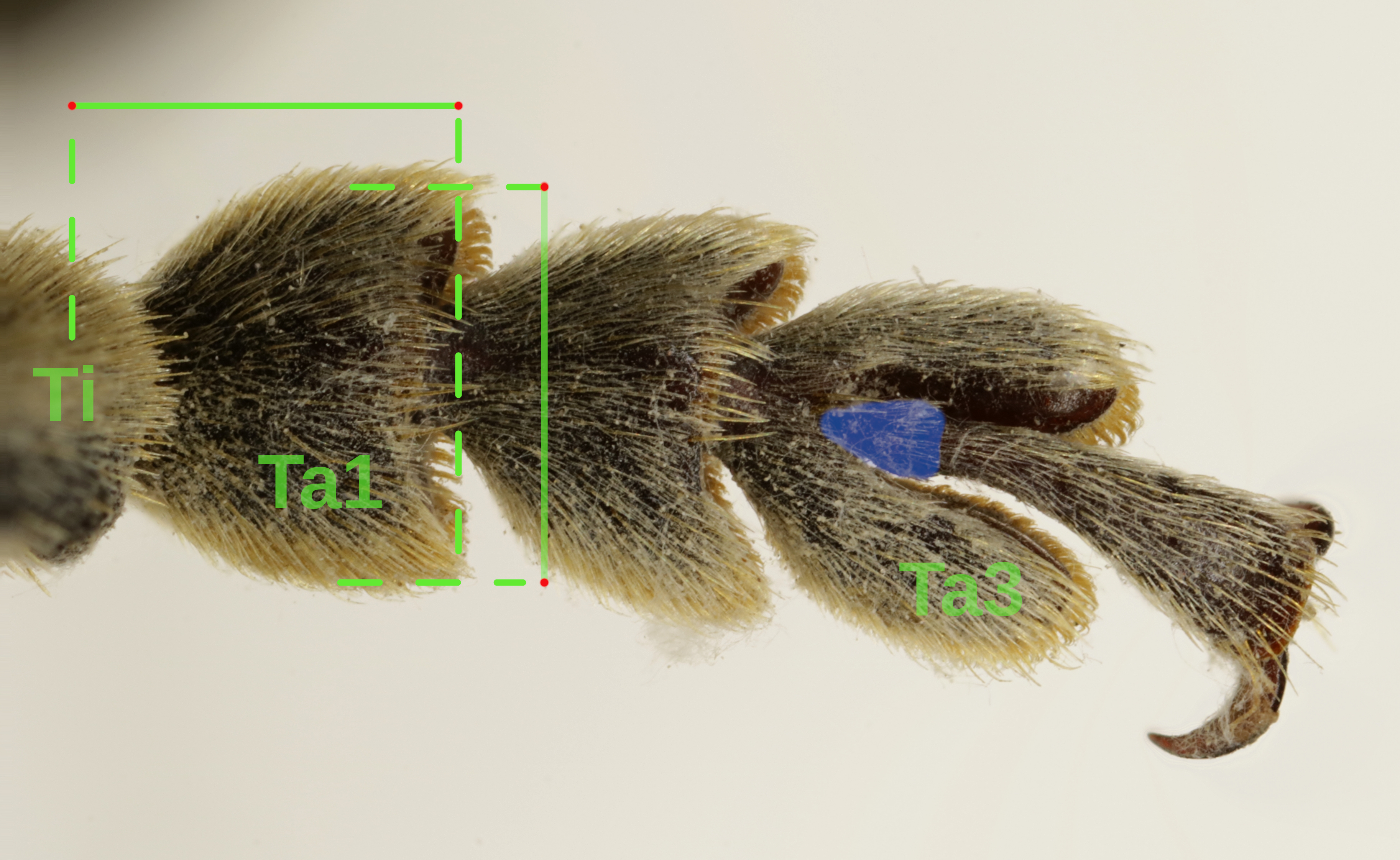
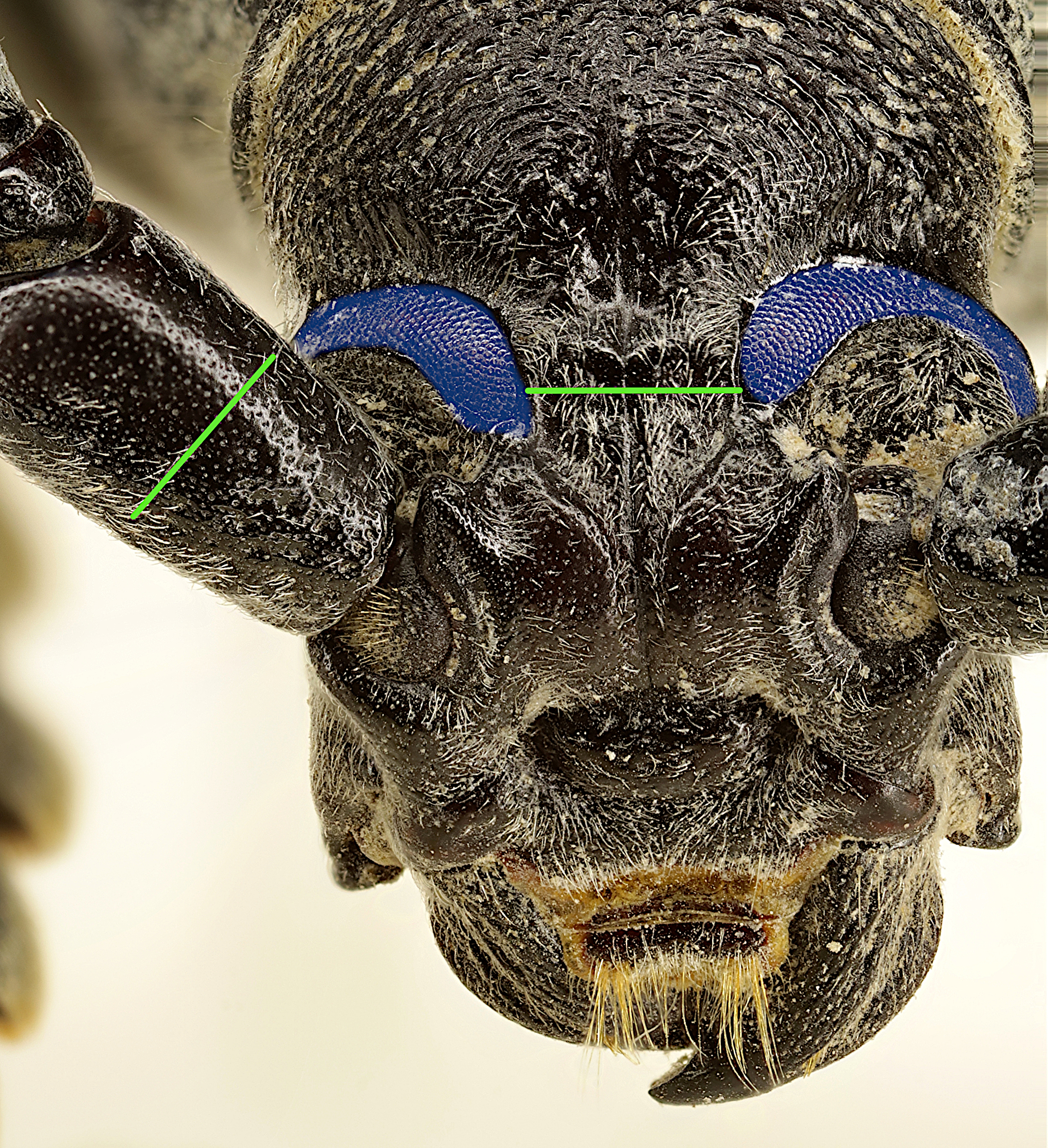